# Achtanizowskaja
Achtanizowskaja (ros. Ахтанизовская) – stanica w Rosji, w Kraju Krasnodarskim, w rejonie tiemriukskim. W 2010 liczyła 3254 mieszkańców.